# Pete Jarman

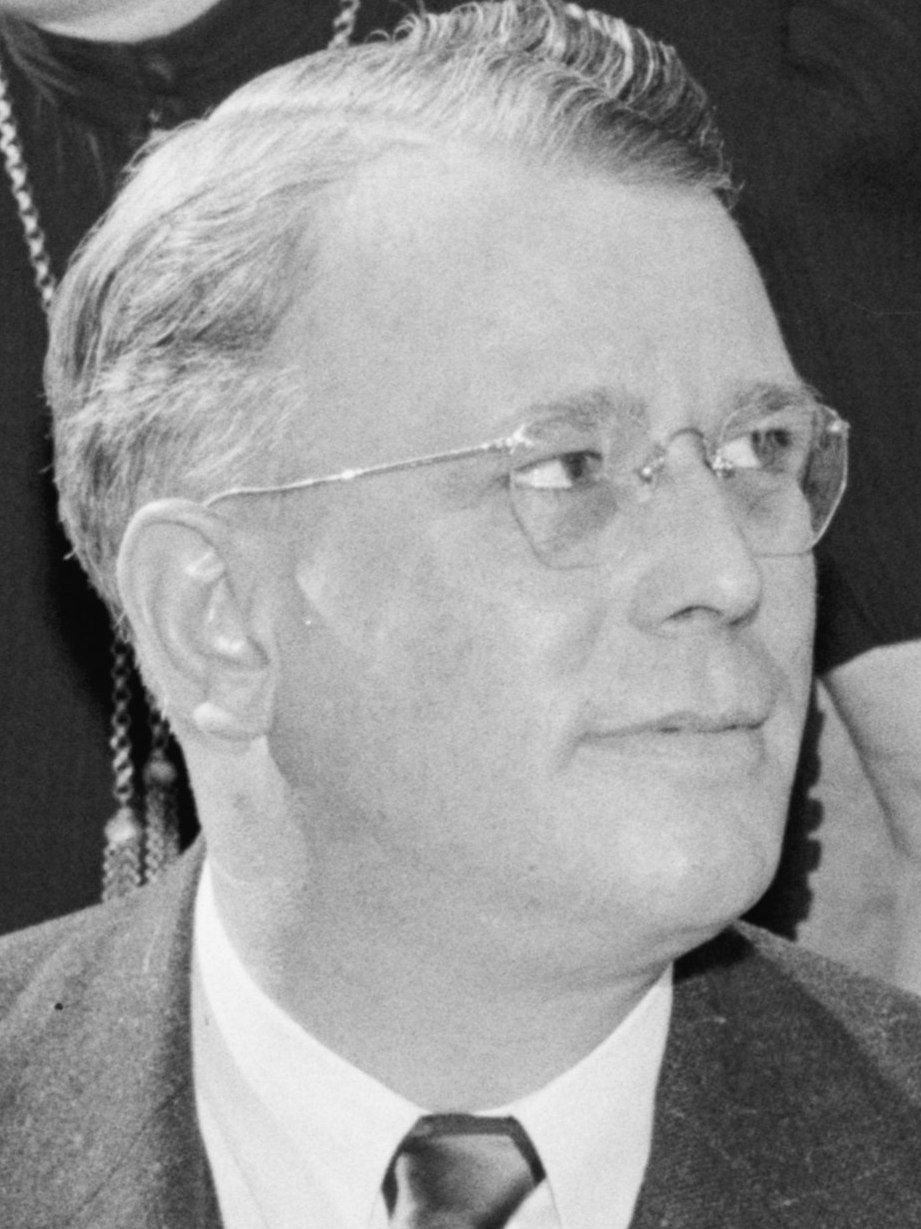
Pete Jarman (1939)

Peterson Bryant „Pete“ Jarman (* 31. Oktober 1892 in Greensboro, Alabama; † 17. Februar 1955 in Washington, D.C.) war ein US-amerikanischer Offizier und Politiker (Demokratische Partei).

## Leben
Pete Jarman besuchte eine öffentliche Schule, das Normal College in Livingston und die Southern University in Greensboro. Anschließend graduierte er 1913 an der University of Alabama in Tuscaloosa und besuchte dann 1919 die Universität Montpellier in Frankreich. Dazwischen war er zwischen 1913 und 1917 als Clerk am Nachlassgericht im Sumter County tätig. Ferner diente er im Ersten Weltkrieg in Übersee, zuerst als Second und später als First Lieutenant in der 327. Infanterie. Nach seiner Rückkehr in die Vereinigten Staaten diente er in der Alabama National Guard, wo er zwischen 1922 und 1924 als Generalinspekteur mit dem Dienstgrad eines Majors tätig war. Danach war er zwischen 1924 und 1940 Divisionsinspekteur der 31. Infanteriedivision, wo er den Dienstgrad eines Lieutenant Colonel bekleidete. Überdies ging er zwischen 1919 und 1930 einer Tätigkeit als stellvertretender Bankrevisor nach.
Jarman verfolgte ebenfalls eine politische Laufbahn. Er war zwischen 1927 und 1930 Mitglied im State Democratic Executive Committee of Alabama. Im nachfolgenden Jahr wurde er Secretary of State in der Staatsregierung von Alabama und bekleidete diese Stellung bis 1934. Danach war er in den Jahren 1935 und 1936 als stellvertretender Revisionsbeamte tätig. Jarman wurde in den 75. US-Kongress und die fünf nachfolgenden Kongresse gewählt. Bei seiner Kandidatur 1948 für den 81. Kongress erlitt er allerdings eine Niederlage. Er gehörte dem US-Repräsentantenhaus vom 3. Januar 1937 bis zum 3. Januar 1949 an. Während dieser Zeit hatte er den Vorsitz über das Committee on Memorials (75. US-Kongress). Jarman wurde am 8. Juni 1949 von US-Präsident Harry S. Truman zum Botschafter in Australien ernannt. Er bekleidete diese Stellung als Nachfolger von Myron M. Cowen bis zum 31. Juli 1953. Jarman verstarb 1955 in Washington und wurde auf dem Nationalfriedhof Arlington beigesetzt.